# Домедже-ді-Кадоре
Домедже-ді-Кадоре (італ. Domegge di Cadore, вен. Domege de Cador) — муніципалітет в Італії, у регіоні Венето, провінція Беллуно.
Домедже-ді-Кадоре розташоване на відстані близько 510 км на північ від Рима, 115 км на північ від Венеції, 40 км на північний схід від Беллуно.
Населення — 2488 осіб (2014).

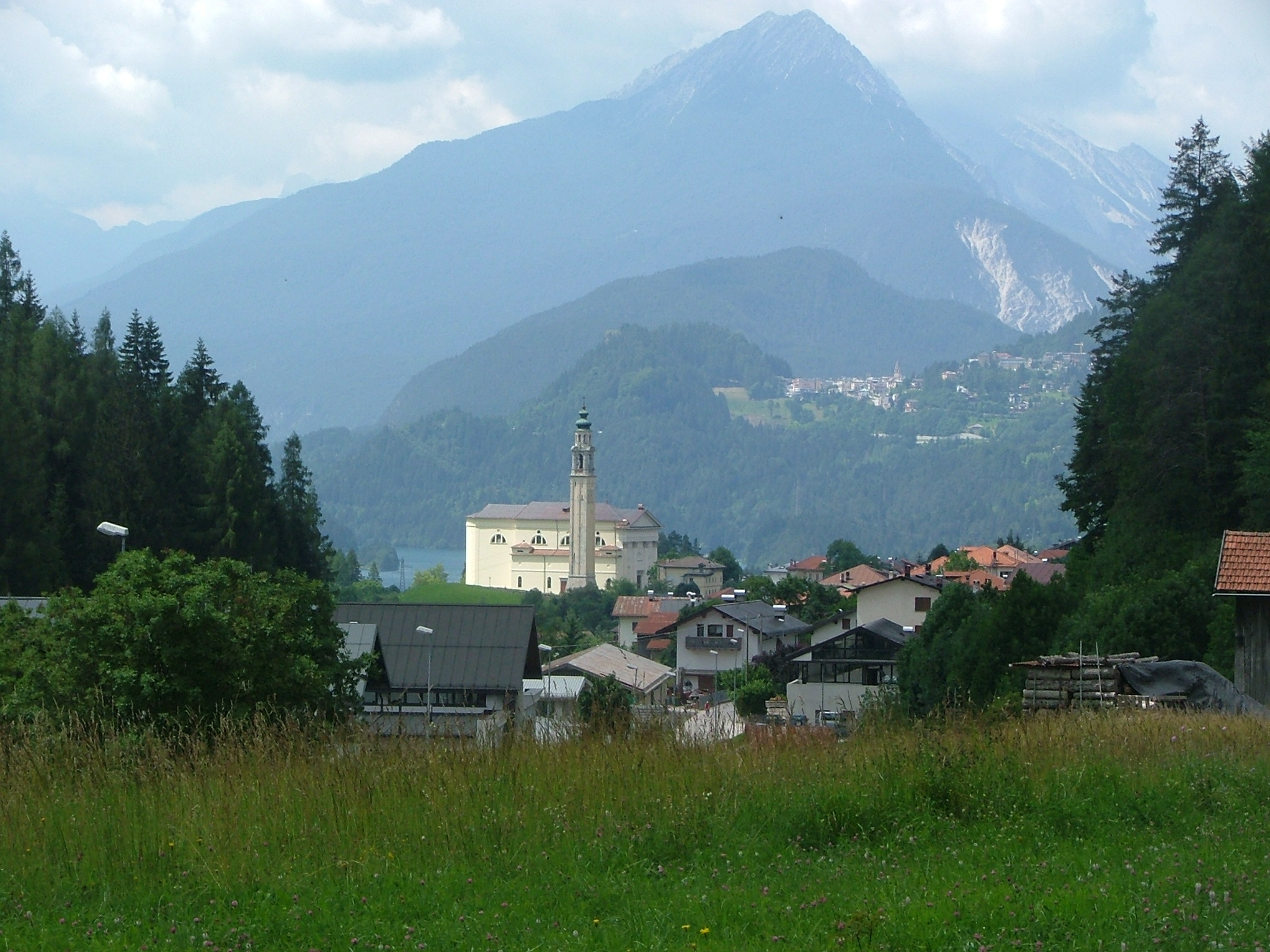

Щорічний фестиваль відбувається 23 квітня. Покровитель — святий Юрій.

## Демографія
Населення за роками:

Станом на 1 січня 2023 року в муніципалітеті офіційно проживали 103 іноземці з 21 країни, серед них 14 громадян країн Євросоюзу та 24 громадяни України.

## Сусідні муніципалітети
- Ауронцо-ді-Кадоре
- Калальцо-ді-Кадоре
- Чимолайс
- Форні-ді-Сопра
- Лоренцаго-ді-Кадоре
- Лоццо-ді-Кадоре
- П'єве-ді-Кадоре